# Мрия Агрохолдинг
"Мрия Агрохолдинг" — американо-украинская агропромышленная компания, место регистрации Кипр, Никосия. 

## История
Основана в 1992 году. 
По состоянию на 1 января 2014 года компания обрабатывала около 165 тыс. гектаров земли в Тернопольской, Хмельницкой, Ивано-Франковской, Черновецкой, Львовской, Ровенской областях.
В августе 2014 года компания не смогла рассчитаться с кредиторами и объявила технический дефолт.
С февраля 2015 контроль над активами перешел к кредиторам - европейским и американским инвесторам, которые назначили новый менеджмент. Генеральным директором компании стал Саймон Чернявский, который ранее возглавлял HarvEast Holding.
В сентябре 2016 года "Мрия" опубликовала условия реструктуризации долгового портфеля компании, который составлял 1,1 млрд. долларов. Они были согласованы Координационными комитетами банков-кредиторов и бондхолдеров. Глава Национального банка Украины Валерия Гонтарева и Министр аграрной политики и продовольствия Украины Тарас Кутовой отметили важность реструктуризации долга "Мрии" для украинской экономики.
В сентябре 2018 года саудовская инвестиционная компания SALIC, в задачи которой входит обеспечение продовольственной безопасности страны, сообщила о покупке холдинга "Мрия".
В 2019 году Мрия Агрохолдинг вошла в состав агрохолдинга Континентал Фармерз Групп.

## Производство
Компания является вертикально интегрированным агропромышленным холдингом, имеющим семенное производство - завод мощностью 300 тонн в сутки, более 1000 единиц сельскохозяйственной и логистической техники. В управлении компании есть элеваторы и зернохранилища емкостью хранения 380 тыс. тонн и картофелехранилища мощностью 52 тыс. тонн.